# La Belle Saison
Pour les articles homonymes, voir Summertime (homonymie).
Pour plus de détails, voir Fiche technique et Distribution.
La Belle Saison est un film franco-belge réalisé par Catherine Corsini, sorti en 2015. C'est un drame évoquant une relation amoureuse entre une agricultrice et une enseignante et militante féministe dans la France des années 1970.
Le film se déroule en 1971. Carole (Cécile de France), une parisienne en couple avec Manuel vit activement les débuts du féminisme. Delphine (Izïa Higelin), une fille de la campagne, monte à Paris pour gagner son indépendance financière. Les deux femmes, Delphine et Carole, se rencontrent. Elles vont alors vivre une histoire d’amour qui va se heurter à la réalité.

## Synopsis
Delphine (Izïa Higelin) est une fille d'agriculteurs qui exploitent une ferme dans le Limousin. Célibataire endurcie pour ses parents, elle entretient en réalité une relation amoureuse avec une jeune femme. Mais très vite, cette dernière la quitte pour se marier avec un homme afin d'avoir une situation acceptable aux yeux des habitants de la région. Cette déception amoureuse pousse Delphine à changer de mode de vie et elle monte travailler chez Félix Potin à Paris, où elle arrive en 1971. Elle loge dans une chambre de bonne. Un jour, elle voit dans la rue un groupe de femmes qui courent et mettent la main aux fesses des hommes au passage en criant des slogans féministes. Lorsqu'un passant réagit violemment contre l'une des femmes, Delphine intervient, repousse l'homme et s'éloigne spontanément avec le groupe. Ce sont des étudiantes de la Sorbonne qui font partie du Mouvement de libération des femmes (MLF). La jeune femme que Delphine a tirée d'affaire, Carole (Cécile de France), est une professeure d'espagnol. Delphine est aussitôt attirée par Carole et commence à fréquenter régulièrement les réunions du groupe. Elle découvre ainsi les luttes sociales pour les droits des femmes, le droit à l'avortement et à la contraception, et les discussions sur le degré de radicalité à adopter (faut-il ou non admettre les hommes, ce qui risque de brider la parole des femmes, ou tenir des réunions non mixtes), les types d'action à adopter et les discussions au sujet du bien-fondé ou non de la convergence des luttes avec d'autres revendications. 
Delphine est déçue d'apprendre que Carole vit en couple avec un homme, Manuel (Benjamin Bellecour), un militant politique de gauche qui peine cependant parfois à admettre les activités militantes féministes de sa compagne. Au cours d'une réunion, Delphine soutient une militante inquiète pour l'un de ses amis, un homosexuel qui a été interné dans un asile psychiatrique où il est « soigné » à coups de chocs électriques. Elle parvient à convaincre Carole et une partie des militantes partent en camionnette pour s'infiltrer dans l'asile, où elles libèrent l'homme assommé de médicaments après une confrontation musclée avec l'équipe médicale. La nuit suivante, les femmes du groupe dorment dans des lits de fortune sur la route du retour. Dérangée par les ronflements d'une voisine, Carole vient dormir près de Delphine. Delphine l'embrasse et, surprise, Carole s'écarte. Delphine, honteuse, lui demande d'aller dormir ailleurs. Le lendemain, Carole vient trouver Delphine et lui explique que ce geste ne l'a pas choquée, mais qu'elle n'est pas lesbienne. Au cours des jours suivants, cependant, les deux femmes sont de plus en plus proches et finissent par s'embrasser de nouveau, puis par faire l'amour. Une attirance et une forte passion se développe entre elles. Carole est déconcertée par ces sentiments nouveaux et se retrouve à tromper Manuel alors qu'elle a toujours également des sentiments pour lui. L'amertume et la jalousie de Manuel causent un dilemme amoureux à Carole, qui finit cependant par céder à son nouvel amour et par quitter Manuel.
Peu après, Delphine apprend que son père a eu un AVC (accident vasculaire cérébral) et se trouve dans le coma. Elle rentre chez ses parents en urgence pour voir son père à l'hôpital et aider sa mère, Monique (Noémie Lvovsky), à faire marcher la ferme. Le père de Delphine finit par sortir du coma, mais il souffre de graves séquelles : il ne peut plus parler, bouge avec difficulté et a besoin d'une assistance constante. Delphine décide de rester chez ses parents et de prendre la suite de son père à la ferme. Carole est affligée par cette décision. Elle finit par décider de venir voir Delphine, qui la présente à sa mère comme une amie. C'est au tour de Carole de découvrir la région natale de Delphine et la vie quotidienne à la ferme, rythmée par les tâches physiques épuisantes. Carole est admirative devant le travail énorme accompli par Delphine et par sa mère, un travail qui n'est ni payé ni reconnu puisque les deux femmes n'ont aucun statut professionnel ni aucun salaire et que les décisions sont prises par les hommes. Carole parle à Monique à ce sujet, mais cette dernière ne conçoit pas de faire les choses autrement. Une amitié se développe cependant entre les deux femmes. Pendant quelque temps, Delphine et Carole parviennent à se voir la nuit et à vivre un amour caché. Mais leur secret est surpris, d'abord par Antoine, un agriculteur qui aime Delphine depuis longtemps sans le lui avoir encore avoué explicitement, puis par un voisin. Lorsque Delphine se rend compte que ce voisin commence à répandre des rumeurs sur son compte, elle demande à Antoine de l'embrasser en public pour couper court aux rumeurs, mais Antoine refuse. Jaloux de Carole, il promet cependant de ne rien dire. Les choses empirent encore lorsqu'un matin, Delphine et Carole ont une panne de réveil et que Monique les trouve au lit enlacées. Monique ne dit d'abord rien mais, une fois Delphine partie pour les champs, elle accuse Carole d'avoir « détraqué » sa fille et la chasse violemment malgré ses efforts pour la raisonner. Carole court trouver Delphine pour lui annoncer son départ. Delphine veut la suivre et retourner vivre à Paris. Mais une fois les deux femmes arrivées à la gare, Delphine se ravise. Malgré les supplications de Carole, elle n'a pas la force de quitter la maison de ses parents et reste finalement à la campagne.
Une dernière scène du film se déroule cinq ans après, en 1976. Carole est militante au planning familial. Elle reçoit et oriente une jeune femme enceinte qui désire avorter. Elle vit avec une autre femme. Un jour, elle reçoit une lettre de Delphine. Celle-ci lui annonce avoir enfin trouvé la force de quitter sa région natale ; elle regrette de ne pas avoir su le faire plus tôt et a conscience qu'il est désormais trop tard. Elle conclut néanmoins sa lettre sur sa volonté d'aller de l'avant.

## Fiche technique
- Titre : La Belle Saison
- Titre anglais international : Summertime
- Réalisation : Catherine Corsini
- Scénario : Catherine Corsini, Laurette Polmanss
- Musique : Grégoire Hetzel
- Photographie : Jeanne Lapoirie
- Montage : Frédéric Baillehaiche
- Décors : Anna Falguères
- Costumes : Jürgen Doering
- Production : Élisabeth Perez
- Sociétés de production : Chaz Productions, France 3 Cinéma, Artémis Productions, en association avec les SOFICA Cinémage 9 et Indéfilms 3
- Sociétés de distribution : Pyramide Distribution
- Pays de production :  France |  Belgique
- Langue originale : français
- Tournage du 22 juin 2014 au 14 septembre 2014
- Budget : environ 4 millions d'euros[1]
- Format : couleur - 2,35:1
- Genre : drame, romance
- Durée : 105 minutes
- Dates de sortie :
  - Suisse : 6 août 2015 (première mondiale au festival de Locarno) ; 19 août 2015 (Suisse romande)
  - France : 19 août 2015
  - Belgique : 19 août 2015
- Classification :
  - France : tous publics[2], déconseillé aux moins de 10 ans à la télévision.

## Distribution
- Izïa Higelin : Delphine
- Cécile de France : Carole
- Noémie Lvovsky : Monique
- Kévin Azaïs : Antoine
- Lætitia Dosch : Adeline
- Benjamin Bellecour : Manuel
- Sarah Suco : Fabienne
- Natalie Beder : Marie-Laure
- Calypso Valois : Charlotte
- Jean-Henri Compère : Maurice
- Bruno Podalydès : professeur Chambard

## Conception du film

### Scénario
La réalisatrice, Catherine Corsini, conçoit le film comme un film d'amour entre femmes qui soit un équivalent du Secret de Brokeback Mountain pour les hommes (le film d'Ang Lee sorti en 2005 racontait l'histoire d'amour entre deux cow-boys dans le Wyoming des années 1960). L'idée du film a aussi été inspirée en partie par le visionnage du film documentaire Sébastien Lifshitz Les Invisibles, qui regroupe des témoignages de personnes homosexuelles et bisexuelles et donne envie à Catherine Corsini d'évoquer le sujet dans la fiction. La réalisatrice indique aussi que son histoire personnelle, en l'occurrence le fait de vivre désormais ouvertement sa relation avec la productrice Élisabeth Perez, l'a aidée à aborder plus frontalement le sujet de l'homosexualité dans la fiction (elle avait déjà abordé le sujet dans ses films précédents, mais de façon plus secondaire).
Le scénario du film est co-écrit par Catherine Corsini et la scénariste Laurette Polmanss. Les grands thèmes du film se dégagent assez vite : « Le pari du film, c'était de s'emparer du féminisme, d'une histoire d'amour et de parvenir à mêler ces deux choses ». Les autres éléments du scénario prennent davantage de temps, notamment le choix de l'époque. Catherine Corsini travaille d'abord avec Marie Amachoukeli, qui devait être co-réalisatrice. Catherine Corsini veut d'abord situer l'histoire à l'époque présente, ce qui engendre des divergences avec Marie Amachoukeli, qui estime qu'évoquer une histoire d'amour contrariée à l'époque présente ne donne pas une image courageuse de l'homosexualité d'aujourd'hui. Marie Amachoukeli quitte finalement le projet pour travailler sur ses propres films. En poursuivant le travail sur le scénario, Catherine Corsini lui donne finalement raison et le choix de l'époque se porte sur les années 1970, une période importante pour le développement des mouvements féministes en France. Les prénoms des deux personnages principaux sont des allusions à deux figures féministes de l'époque, la comédienne Delphine Seyrig et la cinéaste Carole Roussopoulos. Selon la productrice Élisabeth Perez, le film est avant tout un film féministe qui évoque « l'émancipation, la libération ». À une question lui demandant si le traitement conjoint du féminisme et de l'homosexualité féminine dans le film ne risque pas d'alimenter les clichés associant les deux, la productrice reconnaît que l'histoire risque d'alimenter ce type de fantasme, mais rappelle que le mouvement féministe a aidé les homosexuelles à se retrouver et à s'assumer, tandis que réciproquement les mouvements lesbiens ont aussi beaucoup fait pour les féminismes. 
Un thème secondaire que la réalisatrice tient à aborder est celui de l'arrivée à Paris d'une jeune provinciale. La tension du film repose en partie sur une ironie dramatique quant aux réactions des deux personnages principaux : malgré son absence de repères à son arrivée à Paris, Delphine est beaucoup plus affirmée dans son homosexualité que Carole, la Parisienne, qui, elle, a déjà fait sa vie avec un homme et voit ses certitudes remises en cause par sa rencontre avec Delphine. Catherine Corsini souhaite aussi que les personnages masculins (notamment Manuel, le compagnon de Carole) ne soient pas montrés sous un jour entièrement négatif mais puissent se montrer intelligents et compréhensifs.
En mai 2013, le scénario de La Belle Saison est encore en cours d'écriture lorsque Catherine Corsini voit au Festival de Cannes La Vie d'Adèle d'Abdellatif Kechiche, une comédie dramatique librement inspirée par la bande dessinée Le bleu est une couleur chaude de Jul' Maroh qui raconte également une histoire d'amour entre deux femmes. Catherine Corsini apprécie beaucoup le film, mais tient à s'en démarquer, ce qui la conduit à modifier certains éléments du scénario pour éviter des ressemblances involontaires trop flagrantes. Le personnage de Carole, qui à l'origine était professeure de dessin, devient professeure d'espagnol pour éviter la ressemblance avec le personnage d'Emma dans La Vie d'Adèle. Catherine Corsini songe même à renoncer aux scènes de sexe pour ne pas avoir l'air d'imiter celles de La Vie d'Adèle, dont la durée et l'approche frontale ont marqué le public et la critique. Elle craint aussi de rencontrer des problèmes de financement pour son propre film, ayant déjà dû renoncer pour cette raison à un projet de film sur des réfugiés à Sangatte après la sortie en 2009 du film Welcome de Philippe Lioret qui traitait un sujet jugé trop similaire par les investisseurs. Catherine Corsini n'envisage toutefois pas d'abandonner son projet : « Pourquoi faudrait-il qu'il y ait un seul film définitif sur l'homosexualité féminine, et que celui-ci soit réalisé par un homme ? Il faut au contraire que de plus en plus de cinéastes s'emparent du sujet, hommes et femmes. »

### Financement
Le financement du film pose moins de problèmes que ce que craignait Catherine Corsini au début. Le scénario accompagné d'un projet de distribution obtient rapidement le soutien financier de Canal+ puis celui de France Télévisions. Le film reçoit aussi un soutien de la part de la région Limousin. La Belle Saison est le film pour lequel Corsini dispose du meilleur budget avec un total de 4 millions d'euros. Le budget reste cependant restreint et l'équipe doit renoncer à certaines scènes de reconstitution, notamment dans les rues de Paris.

### Choix des actrices
Catherine Corsini indique avoir inventé le personnage de Carole en ayant en tête l'actrice Cécile de France. Celle-ci se montre hésitante en se voyant offrir le rôle, car elle avait interprété le rôle d'une lesbienne dans la trilogie de Cédric Klapisch (L'Auberge espagnole en 2002 , Les Poupées russes en 2005 et Casse-tête chinois en 2013), ainsi que dans Haute tension en 2003 et Sœur Sourire en 2009 : « je ne voulais pas m'enfermer pour ne pas être l'actrice qui joue tous les rôles de lesbiennes… déjà qu'il n'y en a pas beaucoup et pas assez ! » Mais elle est convaincue par le projet en lisant le scénario. La première actrice envisagée pour le personnage de Delphine est Adèle Haenel, qui accepte puis se désiste. C'est finalement Izïa Higelin qui est retenue après avoir effectué des essais avec Cécile de France.

### Documentation et reconstitution historique

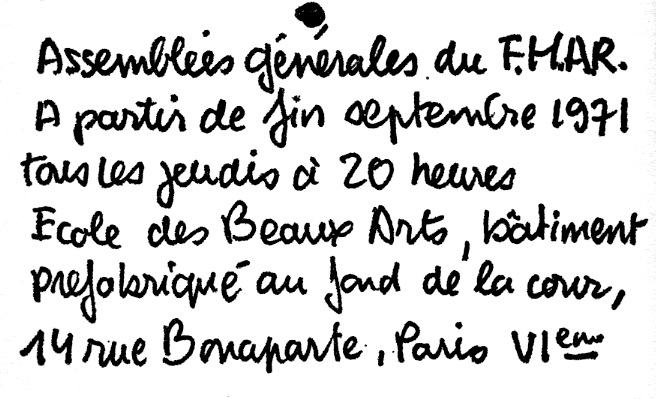
Un tract du Front homosexuel d'action révolutionnaire de 1971.

Pour se documenter sur les années 1970, Catherine Corsini et les actrices principales visionnent les films de Carole Roussopoulos, qui filme à l'époque les luttes des femmes et le premier défilé homosexuel le 1er mai 1970 et rencontrent plusieurs féministes, dont Catherine Deudon, Anne Zelensky et Cathy Bernheim. Elles disposent aussi d'une abondante documentation écrite, notamment des journaux comme Le Torchon brûle.
La reconstitution des décors et costumes des années 1970 est supervisée par le travail commun de la réalisatrice, de la chef opératrice Jeanne Lapoirie et de la chef décoratrice Anna Falguères. L'objectif visé est de ne pas faire « carton-pâte » et de ne pas trop montrer les éléments les plus stéréotypiques qui marqueraient trop l'époque. Pour cela, décors et costumes mêlent des éléments modernes pour l'époque à d'autres plus anciens datant des décennies précédentes.
Pour évoquer les actions féministes des années 1970, la réalisatrice veut éviter la rigidité. Elle écarte ainsi certaines scènes qui lui semblent trop attendues, comme la gerbe déposée par des militantes féministes pour la femme du soldat inconnu en 1970, et elle en revisite d'autres, comme celle où les militantes jettent du mou de veau sur le professeur Chambard lors d'une de ses conférences anti-avortement. La scène de la réunion du MLF dans un amphithéâtre de la Sorbonne a été réinventée à partir des nombreuses versions qu'en a entendues l'équipe du film et de la documentation réunie. Pour écrire la scène où les féministes libèrent un ami homosexuel interné, Catherine Corsini s'inspire d'une action du Front homosexuel d'action révolutionnaire, qui avait libéré un jeune homme d'un hôpital psychiatrique en Italie.
Pour se documenter sur le monde agricole des années 1970, la réalisatrice s'entretient avec une de ses amies, Anne Bouthry, fille de paysans montée à Paris dans les années 1970, comme le personnage de Delphine. Elle revoit aussi les films de Georges Rouquier, Farrebique et Biquefarre, qui mêlent documentaire et fiction. Pendant le repérage des lieux de tournage, la réalisatrice s'entretient avec des paysans de la région qui étaient jeunes dans les années 1970 et la renseignent sur leurs conditions de vie parfois dures à l'époque.

### Tournage
Le tournage du film prend huit semaines, du 22 juillet 2014 au 16 septembre 2014. Le film est tourné en France, dans le Limousin (Haute-Vienne et Creuse), au bord du lac du Salagou (Hérault) et à Paris. 
Le film est tourné en numérique. La réalisatrice estime que cet outil, qu'elle utilisait pour la première fois, lui a donné davantage de liberté pour s'écarter parfois du scénario, de filmer des moments de semi-improvisation avec les actrices et parfois de réintroduire ou de réutiliser des scènes co-écrites avec Laurette Polmanss et initialement mises de côté.
Les scènes d'amour comprenant du sexe explicite ne prennent que quelques lignes dans le scénario : elles sont élaborées en bonne partie au moment du tournage, en tenant compte des avis et des limites des actrices. Catherine Corsini tient à les filmer d'une manière différente de La Vie d'Adèle, dont elle juge les scènes de sexe « trop « Gymnase Club » à [s]on goût ». La réalisatrice indique avoir voulu « rompre avec cette imagerie un peu naïve et cucul de l'amour lesbien qui veut que les femmes fassent l'amour en s'échangeant des bisous dans des postures gracieuses », notamment en suggérant la pénétration qui fait partie des pratiques sexuelles entre femmes et n'était pas du tout montrée dans La Vie d'Adèle. À l'inverse, elle prend garde à ne pas verser dans le voyeurisme, et s'aide pour cela de son expérience sur les scènes explicites d'un de ses précédents films, Partir (sorti en 2009). Elle explique ainsi avoir opté pour des plans larges filmant les corps en entier, ce qui stimule moins le fantasme que les découpages et le hors-champ.

### Musique
La musique originale du film est composée par Grégoire Hetzel, qui a déjà travaillé avec Catherine Corsini pour deux de ses précédents films. Sa fonction est d'évoquer les sentiments intérieurs des personnages et de porter le lyrisme de leur histoire d'amour. La musique du film comprend aussi des morceaux d'époque par Janis Joplin, Colette Magny et Joe Dassin ainsi que l'hymne du Mouvement de libération des femmes. Des morceaux d'un groupe de rock américain actuel, The Rapture, sont utilisés en complément pour exprimer la modernité du personnage de Carole.
Le film montre les deux personnages dansant et chantant sur Fais-moi de l'électricité de Joe Dassin. Or, l'action se déroule en 1971 tandis que la chanson est sortie en 1973.

## Accueil

### Accueil critique

#### En France
La Belle Saison reçoit un bon accueil dans la presse française. Le site Allociné calcule une moyenne de 3,8 sur 5 sur la base de 22 critiques parues dans la presse sur papier et sur Internet. Les qualités les plus souvent reconnues au film par les critiques sont la qualité du jeu des deux actrices principales ainsi que le caractère rythmé du scénario et l'énergie qui se dégage de l'ensemble et, souvent, l'intérêt de la reconstitution historique. Les critiques divergent en revanche souvent sur le degré d'aboutissement de la mise en scène et les forces ou les faiblesses des deux moitiés du film.
Parmi les meilleures critiques, celle de Pierre Vavasseur dans le quotidien Le Parisien, qui remarque : « Dommage que le mot “mélo” soit si dangereusement connoté, car c'en est un, irrésistiblement bouleversant. » Il souligne la qualité de l'interprétation des deux actrices principales ainsi que celle de Noémie Lvovsky dans le rôle de Monique. 

Dans Le Monde, Franck Nouchi indique également que « l'histoire d'amour entre Delphine et Carole est illuminée par les deux magnifiques actrices qui les interprètent » et apprécie la façon dont le film capture le désir de libération lié aux mouvements féministes des années 1970. 

Dans La Croix, Marie Soyeux salue « le talent d’équilibriste de Catherine Corsini, le dénouement maîtrisé de son scénario et son magnifique trio d’actrices » ; elle apprécie la première partie au ton « militant, mais en rien agressif » et à « l'humour salvateur », mais juge la seconde partie plus aboutie du fait de la délicatesse avec laquelle est traité le dilemme amoureux des deux femmes. 

Jérôme Garcin, dans L'Obs, apprécie la façon dont le film « a réussi à faire, sur un sujet ancien et combatif, un film moderne et jubilatoire » et remarque que le combat des personnages principales contre les préjugés, à Paris et à la campagne, est toujours d'actualité. 

Dans L'Humanité, Sophie Joubert apprécie « une reconstitution minutieuse de l'époque, toujours juste, jamais appuyée ».
Les critiques plus en demi-teinte portent sur la réalisation et sur l'intérêt de la seconde moitié du film. Dans Les Inrockuptibles, Serge Kaganski loue le fait que la réalisatrice « y va plus carrément et frontalement » que dans le précédent film où elle avait raconté une relation amoureuse entre deux femmes et montre finement comment les différents combats politiques des années 1970 « convergeaient, et parfois frictionnaient : classe ouvrière ou femmes  ? femmes ou gays et lesbiennes  ? féminisme ouvert ou radical  ? » Il estime cependant que, « si l’écriture est habile, la mise en scène n’est pas toujours au même niveau », notamment dans les scènes montrant les combats politiques collectifs, qu'il juge un peu légères ; il trouve le film plus à l'aise dans sa seconde moitié, concentrée sur la relation entre Delphine et Carole et portée par « deux actrices sensationnelles ». 

Dans l'hebdomadaire culturel Télérama, Pierre Murat est au contraire un peu déçu par la seconde moitié du film : il reconnaît « la générosité, la tendresse, le désir louable de braver l'intolérance », mais juge un peu lassantes, dans la seconde partie, les « longues étreintes, supposées lyriques, dans des champs inondés de soleil », et n'est pas convaincu non plus par le personnage de la mère de Delphine, qui lui semble donner dans l'outrance d'une « veuve corse droit sortie du Colomba de Prosper Mérimée ou de Cavalleria rusticana ».

#### Ailleurs dans le monde
Le film reçoit un bon accueil de la presse étrangère à sa projection au festival de Locarno, où il est projeté pour la première fois. Dans le magazine américain The Hollywood Reporter, Boyd van Hoeij indique : 

« Bien que le film se transforme un peu maladroitement d'un film historique sur le mouvement de libération des femmes françaises au début des années 1970 en un mélodrame plus rural portant sur le fait d'être dans le placard et de choisir entre le devoir et la famille ou le bonheur personnel, l'histoire est portée par les interprétations puissantes de Cécile de France et Izïa Higelin, dont la chimie naturelle n'est pas seulement crédible mais aussi contagieuse. »

Dans le magazine américain Variety, Peter Debruge voit dans La Belle Saison un « film historique lumineux, aux tons dorés » et « un mélo superbement réalisé ».

### Censure
Philippe de Beauregard, maire FN de Camaret-sur-Aigues, décide de censurer l'affiche du film dans la commune, justifiant son choix en affirmant que « ce n'est pas un film pour les enfants . » Catherine Corsini lui répond dans une lettre ouverte et dénonce un « acte autoritaire, intolérable » de « censure ».

### Box-office
Le film sort en France le 19 août 2015. À Paris, La Belle Saison arrive en tête des premières séances le jour de sa sortie : exploité sur 23 copies dans la capitale, il cumule 796 entrées avec une moyenne de 35 entrées par copie. Dans l'ensemble du pays, le film, lancé sur 228 copies, recueille 120 168 entrées en première semaine (dont 20 667 le premier jour) et en cumule 200 199 en fin de deuxième semaine puis 240 854 en fin de troisième semaine.

## Distinctions

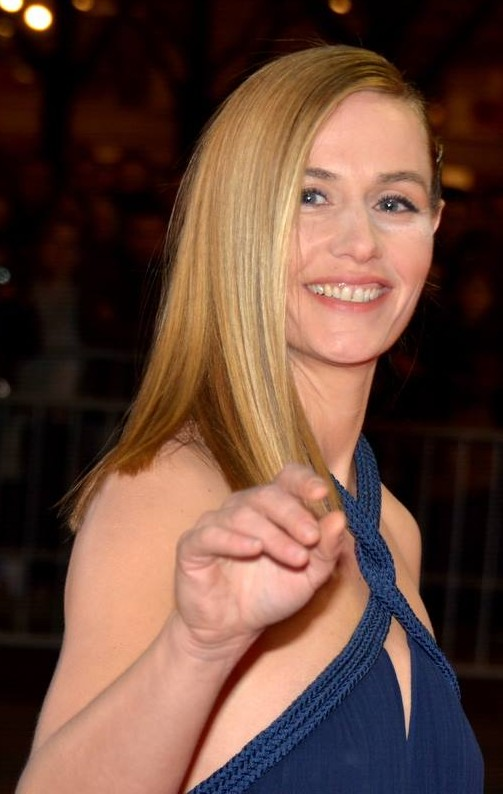
L'actrice Cécile de France à la 40e cérémonie des César où elle reçoit une nomination au César de la meilleure actrice.

### Récompenses
- Festival international du film de Locarno 2015 : prix Variety de la Piazza Grande[23].
- Prix Lumières 2016 : Prix de la meilleure musique pour Grégoire Hetzel

### Nominations
- Prix Lumières 2016 :
  - Prix Lumières du meilleur film
  - Prix Lumières du meilleur réalisateur pour Catherine Corsini
  - Prix Lumières du meilleur scénario pour Catherine Corsini et Laurette Polmanss
  - Prix Lumières de la meilleure actrice pour Izïa Higelin
- Césars 2016
  - César de la meilleure actrice pour Cécile de France
  - César de la meilleure actrice dans un second rôle pour Noémie Lvovsky

## Éditions en vidéo
La Belle Saison est édité en DVD et en Blu-Ray en janvier 2016.